# Balonmano
Balonmano er en dansk oplysningsfilm fra 2015 instrueret af Rikke Rhein-Knudsen og Rikke Ruby.

## Handling
I Bolivia bliver den ældre generation overladt meget til sig selv. 
Det forsøger sportstræner Gonzalo at lave om på. Gennem håndboldsporten forsøger han at synliggøre, samt gøre en forskel for, bedstemødrene i den lille forstad, El Alto